# 鏡作伊多神社
鏡作伊多神社（かがみつくりいたじんじゃ）は、奈良県磯城郡田原本町にある神社である。延喜式神名帳に記載されている大和国城下郡の式内社であり、同町内の隣り合った集落に論社とされる神社が二社鎮座している。

## 鏡作伊多神社（宮古）

### 概要
大字宮古集落の南端、宮古池の西に鎮座する。宮古の地は古来から城下郡に属しており、上古の由緒は不詳であるが、この地の氏族である三宅連が祖神を祀ったものと思われる。かつては補屋明神と称したという。

### 境内
現在の社殿は平成9年（1997年）の台風の被害によって新しく立て替えられたもので、本殿は一間社流造、千木、勝男木。

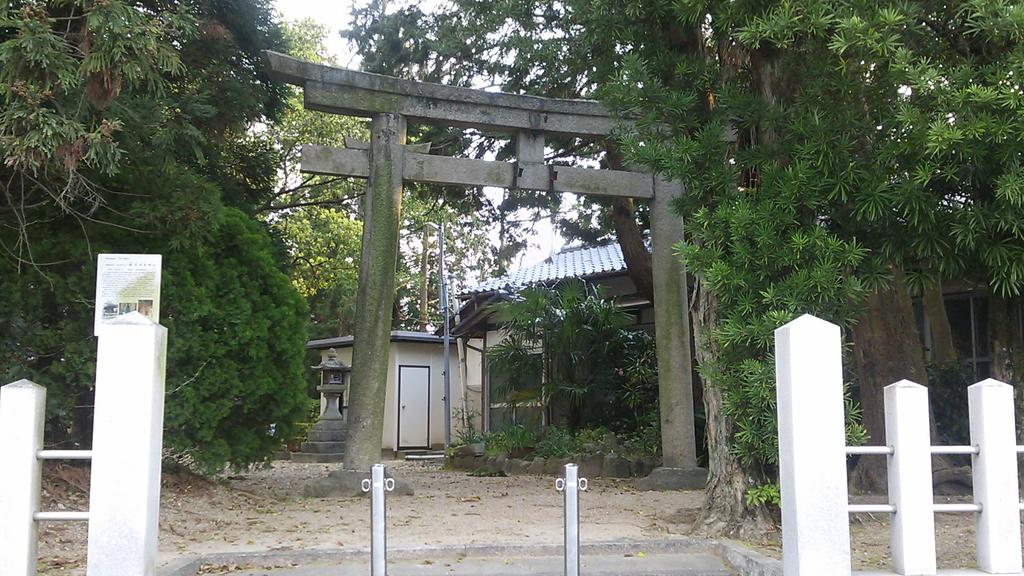
拝殿
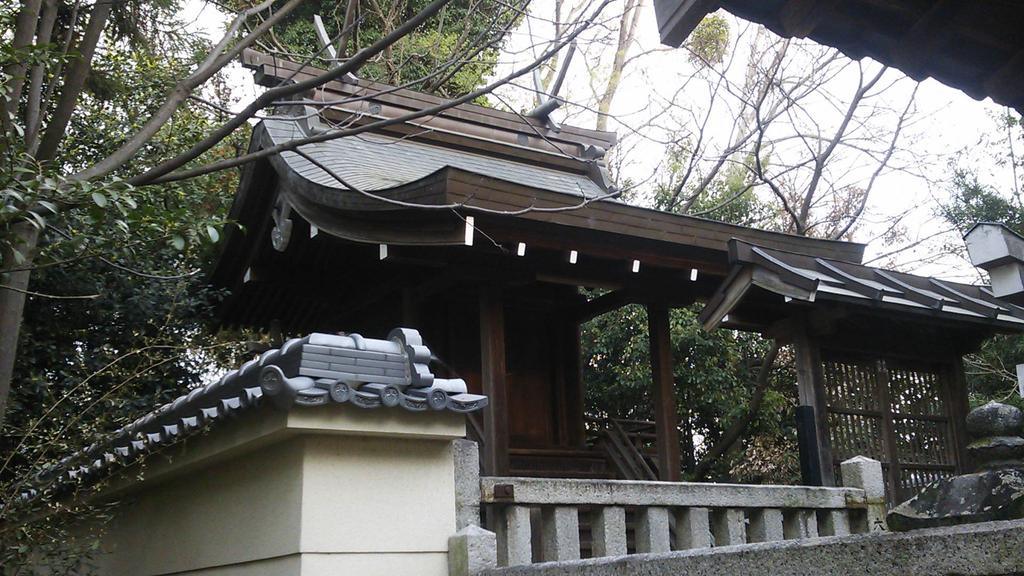
本殿

### 現地情報
所在地
- 奈良県磯城郡田原本町大字宮古字補屋60

交通アクセス
- 近鉄橿原線田原本駅から北西へ徒歩15分。

## 鏡作伊多神社（保津）

### 概要
保津環濠集落の南西端に鎮座している。現在地は旧十市郡に属するが、近世以前は現在地の東約300mほどの小字伊多敷の地にあり、保津集落の移転に従って現在地に遷座したとされる。上古は物部姓の保津氏が環濠集落の中で住居していたとされ、その祖神を祭祀されていたものとも推測される。

### 境内
本殿は北本殿と南本殿の二棟あり、南本殿は「隅木入春日造」という珍しい手法で、文化年間（1804-1818年）建立。

### 現地情報
所在地
- 奈良県磯城郡田原本町保津150

交通アクセス
- 近鉄橿原線田原本駅から西へ徒歩10分。